# Фивы (Греция)
Фи́вы (греч. Θήβαι, Θήβα, др.-греч. Θῆβαι, Θήβη) — город в номе Беотия в Греции, один из древнейших городов в мире с постоянным населением. Это крупнейший город Беотии и важный экономический центр региона наряду с Левадией и Танагрой. Расположен на высоте 180 метров над уровнем моря, в 41 километре к востоку от Левадии и в 52 километрах к северо-западу от Афин. Административный центр одноимённой общины (дима) в периферийной единице Беотии в периферии Центральной Греции. Население 22 883 жителя по переписи 2011 года, это самый крупный город в Беотии и третий по величине город в периферии после Ламии и Халкиды. Площадь 143,889 квадратного километра.
Через город проходит национальная дорога 3 Левадия — Элефсис. Национальная дорога 44 связывает город с Халкидой. К северу от города проходит автострада 1 Пирей — Афины — Салоники — Эвзони, часть европейского маршрута E75. Железнодорожная станция «Фивы» обслуживает линию Пирей — Салоники.
Древние Фивы были столицей Беотии и располагались на довольно значительной возвышенности среди плодородной равнины Аонион. Основанные по преданию Кадмом, сыном финикийского царя 3,5 тысячи лет назад, и названные первоначально Кадмеей (Καδμεία), в историографических очерках Фивы известны как один из самых могущественных полисов в истории Древней Греции. Город имел круглую форму и был окружён стеной с семью воротами, из-за чего город часто назывался Фивами Семивратными (Θῆβαι έπτάπυλοι) (чтобы отличить от одноимённого египетского города — «стовратных Фив»).

## Архитектура
Город был окружён стеной с семью воротами. Возле Фив протекал ручей, воспетый Вергилием. Возможно, его воды были задействованы вместо рва. На юге стена совпадала со стеной фиванского акрополя Кадмеи; далее шла в юго-восточном направлении через кряж; далее по долине реки Исмен (Ἰσμηνός) до второго хребта, оканчивавшегося с восточной стороны крутым обрывом; затем от угловой башни на юго-восток она принимала направление с юга на север и пересекала дорогу, соединявшую Фивы с Халкидой (близ дороги находились Пройтидские ворота, Προιτίδες πύλαι); далее сворачивала на северо-запад до священного участка Иолая, пересекала реку Дирку (Δίρκη, здесь были Кренейские ворота (Κρηναῖαι πύλαι), затем (неизвестно, в каком пункте) направлялась к югу, прерываясь в западной части Неитскими воротами (Νήϊται πύλαι), наконец поворачивала на восток (в юго-западном углу находились, по-видимому, Гипсистейские ворота, Ύψισται πύλαι), и соединялась с Кадмейской стеной, близ которой находились Огигийские ворота (Ὠγύγιαι πύλαι).
Кроме упомянутых пяти ворот, в южной части стены находились Электринские ворота (Ἠλέκτραι πύλαι, названные по имени сестры Кадма — Электры), от которых начиналась дорога, ведшая в Платеи, местоположение Гомолойских ворот (Ὁμολωΐδες πύλαι) остаётся неизвестным.
Близ Пройтидских ворот находился театр и площадь, близ Огигийских (или Онкейских, Ὀγκαίη πύλαι) — алтарь Афины Онки.
Обильное орошение способствовало произрастанию луговой зелени (Фивы славились культурой лошадей) и садовых деревьев. Главными речками города были Исмен и его приток Дирка. Воды Исмена в черте города собирались в особом бассейне, так называемом Источнике Ареса; кроме того был известен Эдипов источник и водопровод, приносивший воду в Кадмею из источников на Китероне.
В центре города, на небольшом холме, возвышалась Кадмея — фиванский акрополь; близ Электринских ворот на холме находился храм Аполлона Исмения (ναός του Ισμηνίου Απόλλωνος), украшенный в древности скульптурными работами Фидия и Скопаса.
В нескольких верстах от Фив, к югу от дороги, ведшей к Феспиям, было в 1887 году открыто древнее святилище кабиров.

## География
Фивы расположены на равнине между озером Илики на севере и горами Китерон, которые отделяют Беотию от Аттики на юге. Город находится на высоте 215 метров над уровнем моря. Город находится примерно в 50 километрах к северо-западу от Афин и в 100 километрах к юго-востоку от Ламии. Автострада 1 и железная дорога Афины-Салоники соединяют Фивы с Афинами и северной Грецией.

## Муниципалитет
В 2011 году, в результате реформы Калликратиса, Фивы были объединены с Платеями, Тизви и Вагией, чтобы сформировать более крупный муниципалитет, который сохранил название Фивы. Остальные три стали единицами более крупного муниципалитета.

## Мифология

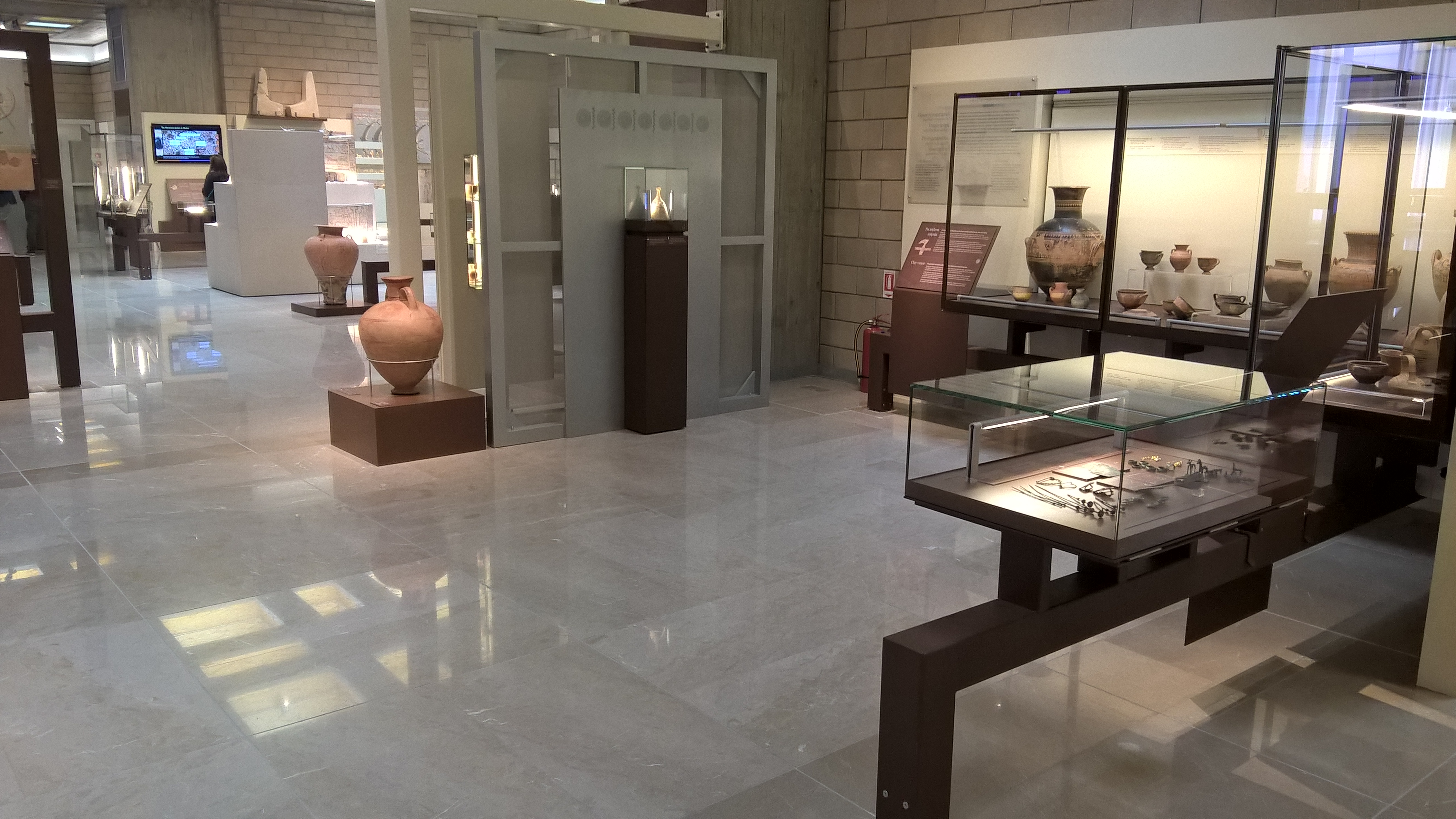
Интерьер в Археологическом музее Фив.

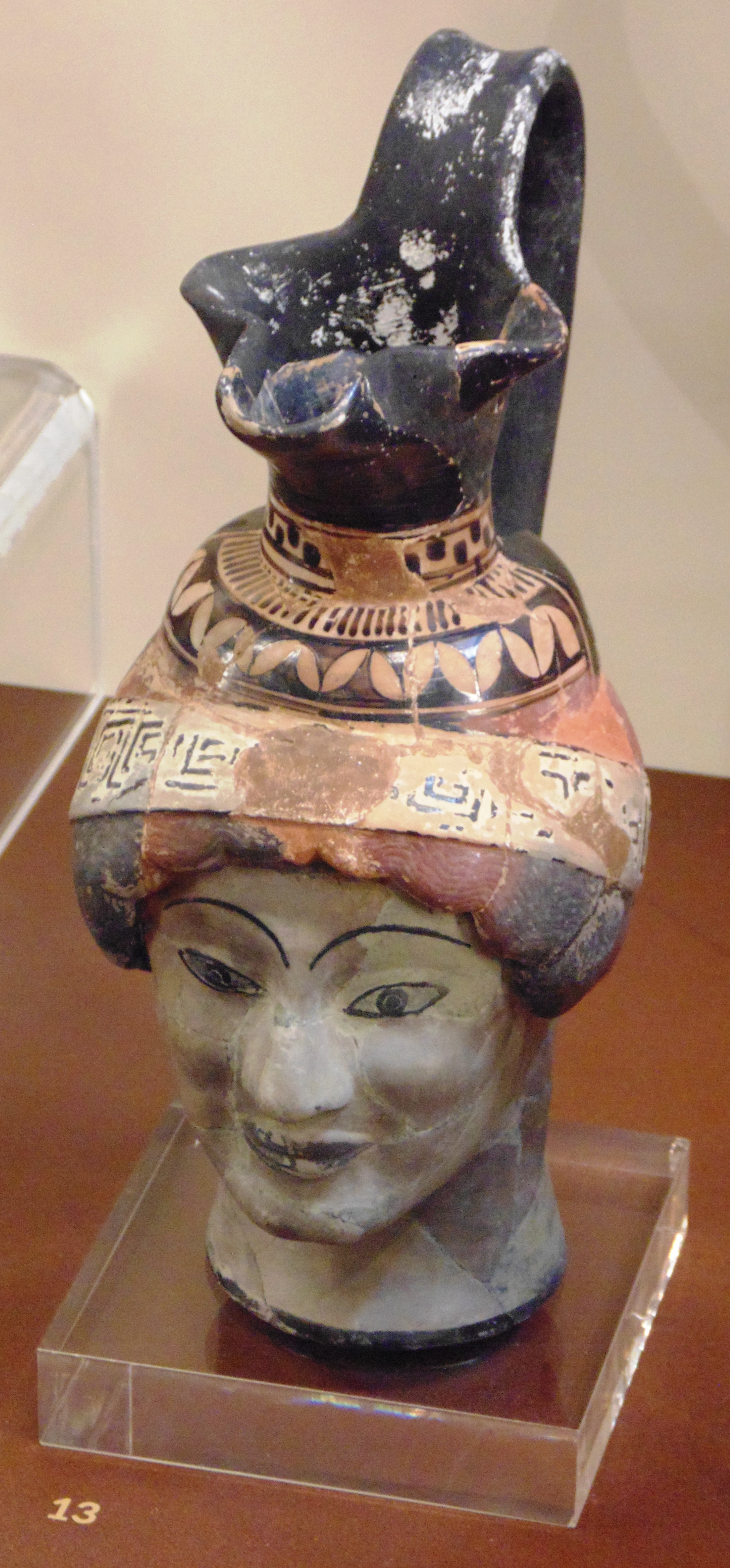
Выставка в музее.

История Фив, как древнейшего города Эллады, восходит к героическому периоду; к Фивам примыкает целый ряд сказаний, повествовавших о Кадме (основателе Кадмеи), о Зете и Амфионе (основателе Фив), о Дионисе, о Геракле, о Лабдакидах и Эдипе, о походе семи царей против Фив, о походе эпигонов — сказаний, занимающих видное место в сокровищнице древнегреческого эпического материала. Хотя в наслоениях этих сказаний многое является чисто поэтическим вымыслом, однако, есть возможность отыскать и некоторые исторические воспоминания. Так, в сказании о походе Семи отражаются воспоминания о борьбе Сикиона и Аргоса с Фивами, в сказаниях о Геракле — воспоминания о доисторической борьбе двух соперничавших городов Беотии, Фив и Орхомена Минийского.

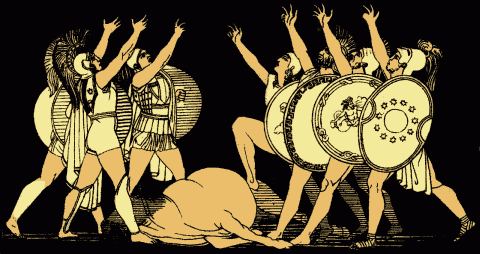
Клятва семи вождей под стенами Фив

История первых дней существования Фив сохранилась у греков в обильной массе легенд, соперничающих с мифами о Трои по своему широкому распространению и влиянию, которое они оказали на литературу классической эпохи. Можно выделить пять основных циклов повествования:
1. Основание Кадмом цитадели Кадмея и рост, из посеянных в землю зубов убитого Кадмом дракона, воинов или «спарты» («посеянных») (вероятно, этиологический миф, призванный объяснить происхождение фиванской знати, носившей это имя в исторические времена).
2. Жертвоприношение Семелы и пришествие Диониса.
3. Строительство Амфионом стены с семью воротами и родственные истории Зета, Антиопы и Дирка.
4. История Лая, чьи злодеяния завершились трагедией Эдипа и войнами семерых против Фив и Эпигонов и падением его дома; педерастическое изнасилование Лаем Хрисиппа считалось некоторыми древними первым случаем гомосексуализма среди смертных и, возможно, послужило этиологией для практики педагогической педерастии, которой славились древние Фивы.
5. Подвиги Геракла.

Греки приписывали основание Фив Кадму, финикийскому царевичу из Тира и брату Европы. Кадм прославился тем, что преподавал финикийский алфавит и построил акрополь, который был назван Кадмеей в его честь и являлся интеллектуальным, духовным и культурным центром города.

## История
Несмотря на свидетельства древности о финикийском происхождении Кадмеи и на остатки семитической культуры на почве Фив (святилище кабиров), едва ли возможно на основании этих данных признать финикийскую колонизацию Беотии, — области, удалённой от моря. Хотя возникновение имени Кадмеи и кадмейцев неизвестно, однако в чисто греческом происхождении Фив сомневаться нет оснований. Жители Фив родственны с абантами, гиантами, минийцами, аонами, теммиками и принадлежат к северо-восточной группе греческого племени, передвинувшейся в доисторическое время из Фессалии. Азиатские элементы фиванских сказаний, быть может, были привнесены ионийцами, которые если не создали, то разработали в Малой Азии материал этих сказаний.

### Ранняя история

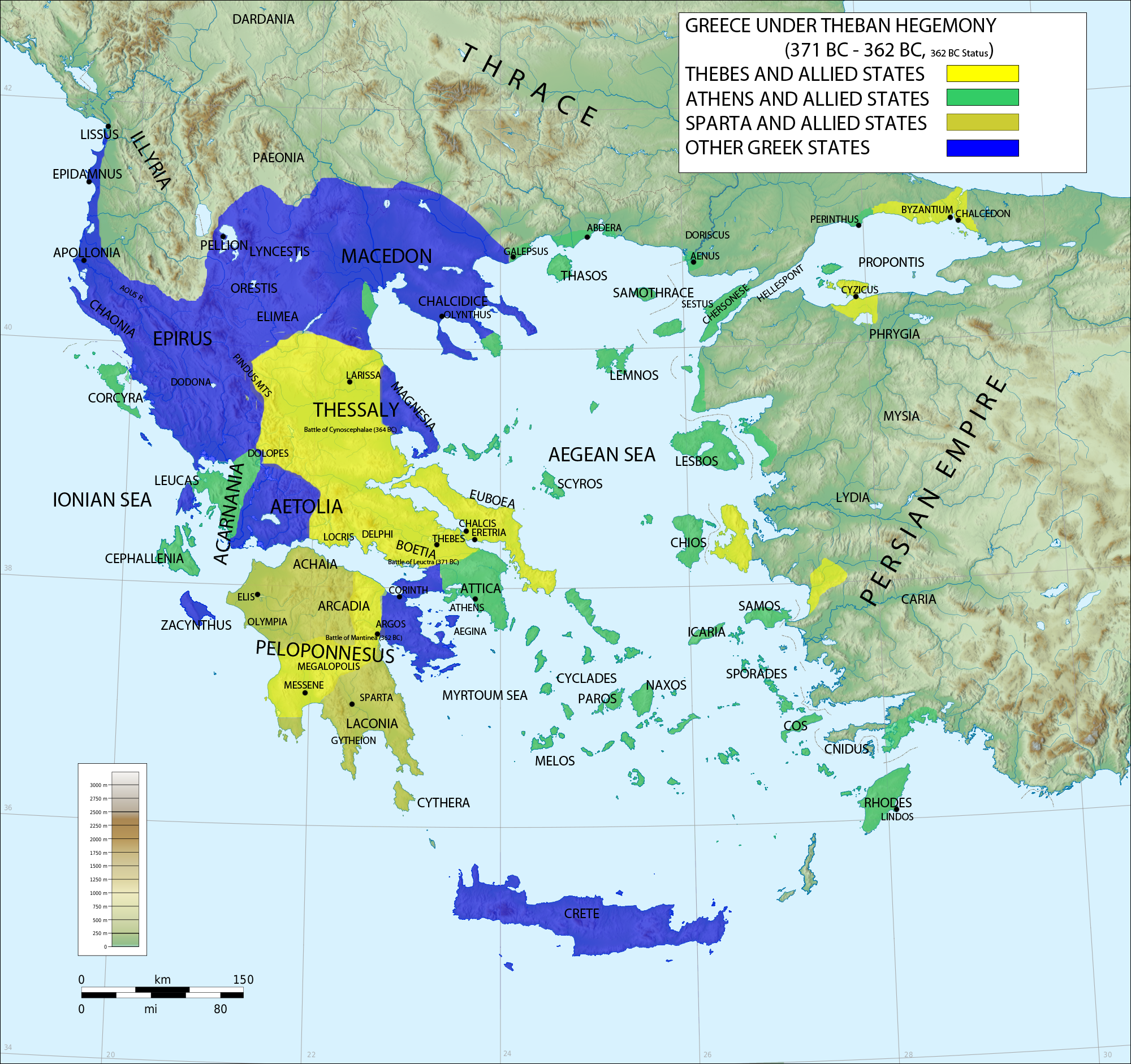
Карта Греции в период расцвета фиванской власти в 362 году до нашей эры, показывающая фиванские, спартанские и афинские сферы влияния.

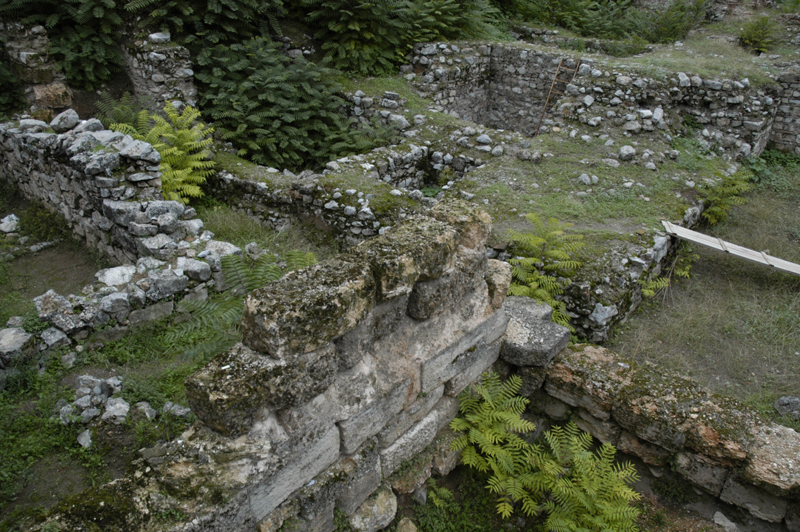
Остатки Кадмеи, центральной крепости древних Фив.

Археологические раскопки в Фивах и вокруг них выявили гробницы называемые каменные ящики, датированные микенским периодом, содержащие оружие, слоновую кость и таблички, написанные линейным письмом Б. Их засвидетельствованные формы названий и соответствующие термины на табличках, найденных в данном или другом месте, включают 𐀳𐀣𐀂, Тэ-ка-и, понимается читать как *Tʰēgʷai̮s (древнегреческий: Θήβαις, Thēbais, то есть «в Фивах», Фивы на дательном падеже и местном падеже), 𐀳𐀣𐀆, Тэ-ка-дэ, для *Tʰēgʷasde (Θήβασδε, Thēbasde, то есть «до Фив»), и 𐀳𐀣𐀊, Тэ-ка-йа, для *Tʰēgʷaja (Θηβαία, Thēbaia, то есть «фиванские женщины»).

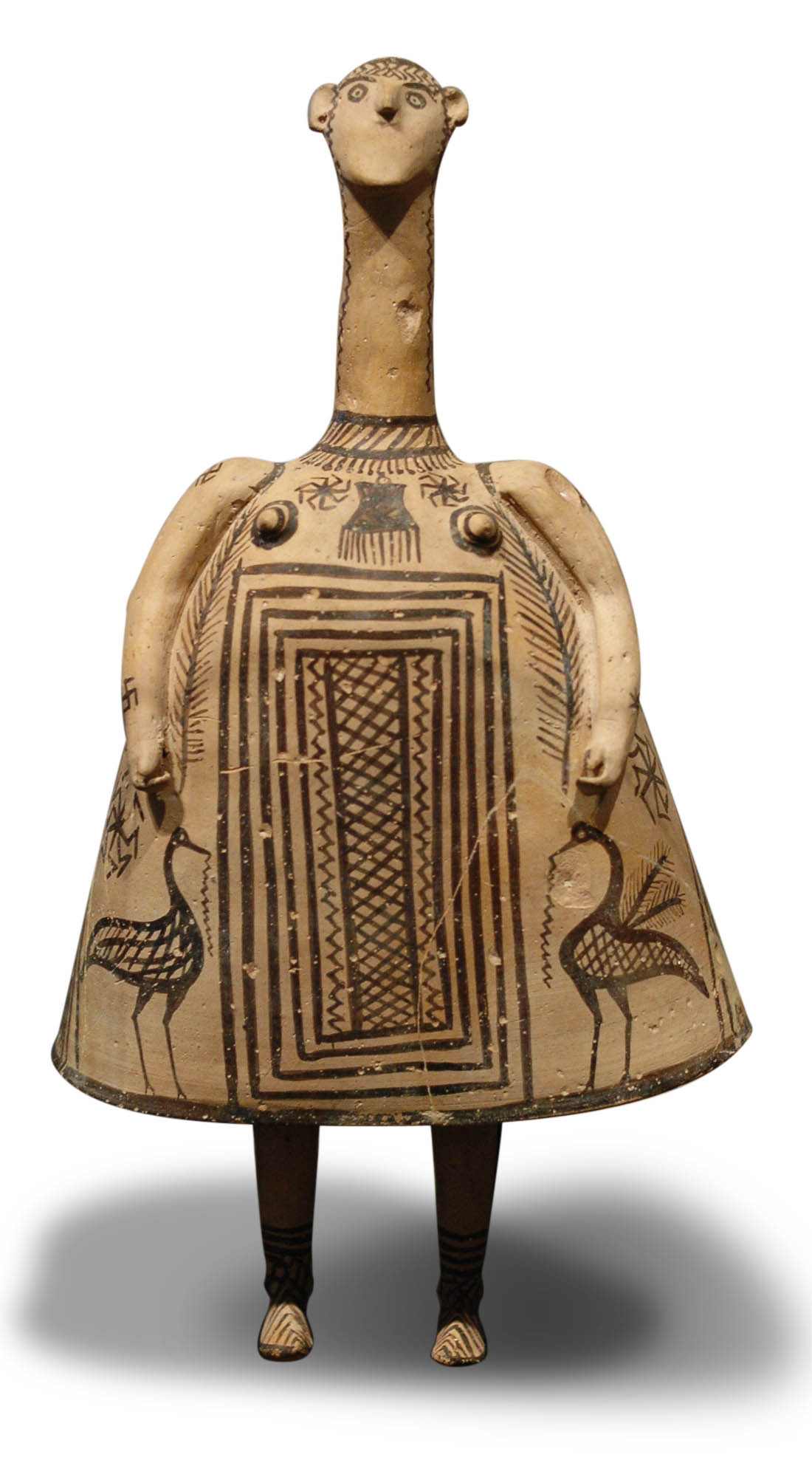
Фиванская статуэтка (тип Ойнохое), VII век до н. э.

Можно сделать вывод, что *Tʰēgʷai была одной из первых греческих общин, объединившихся в укрепленном городе, и что они обязаны своему значению благодаря доисторическим временам — как и позже — своей военной мощи. Дегер-Джалкоци утверждал, что основание статуи из Поминального храма Аменхотепа III в царстве Аменхотепа III (LHIIIA:1) упоминает название, похожее на Фивы, написанное квазислоговыми иероглифами как d-q-e-i-s и считающееся одним из четырёх царств tj-n3-jj, достойных упоминания (наряду с Кноссом и Микенами). *Tʰēgʷai в LHIIIB период потерял контакт с Египтом, но приобрёл его с «Милетом» (хеттский: Milawata) и «Кипром» (хеттский: Alashija). В конце LHIIIB периода, согласно Палайме, *Tʰēgʷai смог извлечь ресурсы из Ламоса близ горы Геликон, а также из Каристоса и Амаринфа на греческой стороне острова Эвбея.
Как укреплённая община, она привлекла внимание вторгшихся дорийцев, и факт окончательного завоевания ими Фив лежит в основе историй о последовательных легендарных нападениях на этот город.
Центральное положение и военная безопасность города, естественно, способствовали тому, что он занимал главенствующее положение среди беотийцев, и с первых дней его жители стремились установить полное господство над своими сородичами в отдалённых городах. Эта политика централизации является столь же кардинальным фактом фиванской истории, сколь противодействующие усилия малых городов противостоять поглощению составляют главную главу истории Беотии. Никаких подробностей более ранней истории Фив не сохранилось, за исключением того, что она управлялась землевладельческой аристократией, которая охраняла свою целостность жёсткими законами о владении собственностью и её передаче с течением времени.
Как уже было засвидетельствовано в Илиаде Гомера, Фивы часто называли «семивратными Фивами» (ΘῆΒαι ἑπτάπυλοι, Thebai heptapyloi) (Илиада, IV. 406), чтобы отличить их от «стовратных Фив» (ΘῆΒαι ἑκατόμπυλοι, Thebai hekatompyloi) в Египте (Илиада, IX. 383).

### Глава Беотийского союза

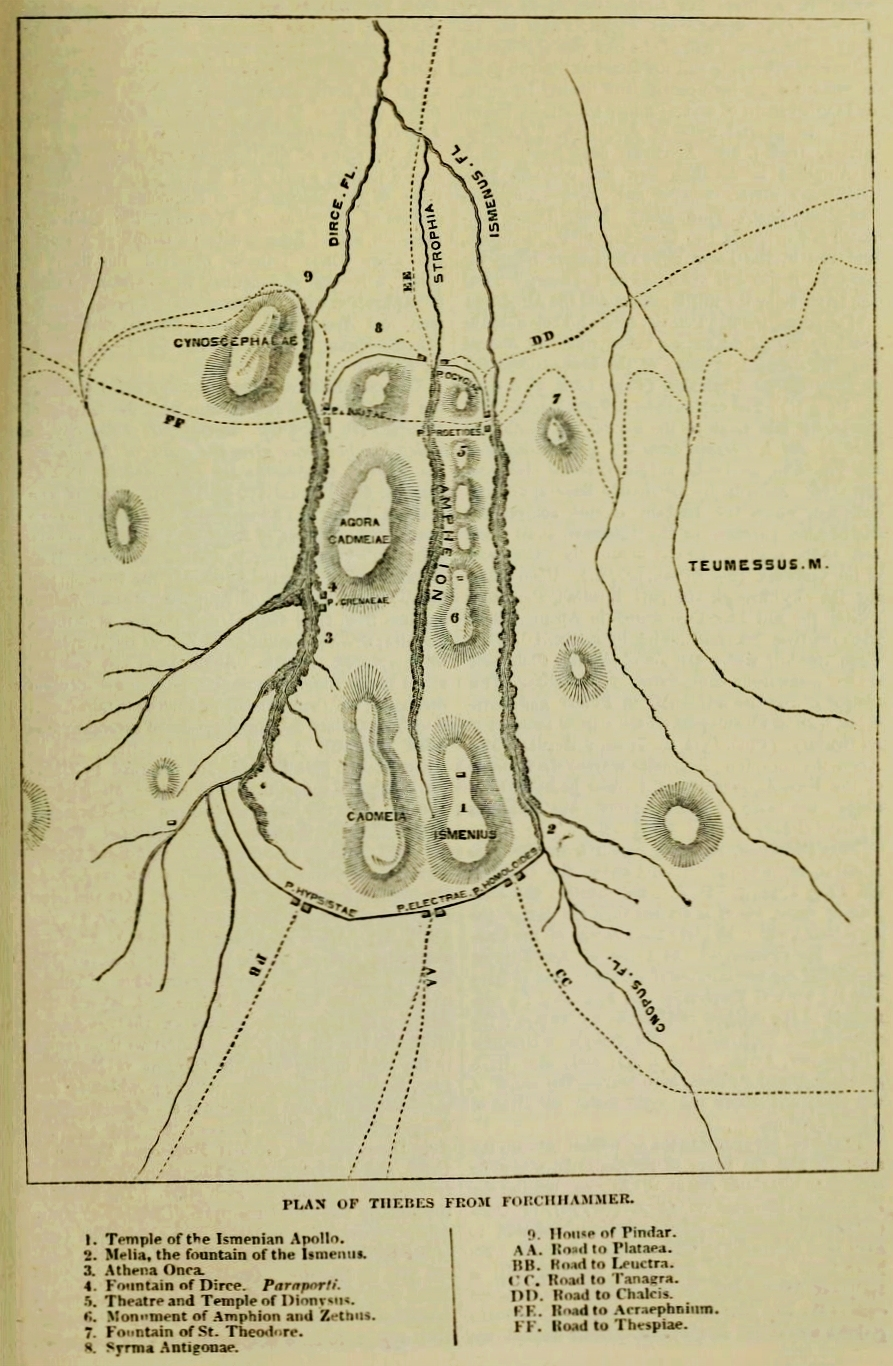
Топографическая карта древних Фив.

В истории беотийских городов Фивы играют преобладающую роль, причём уже в доисторическую эпоху (борьба с Орхоменом) заметно стремление его к гегемонии над соседними городами. В VI веке до н. э. Фивы имели политическое преобладание в Беотийском союзе; города Танагра, Феспии, Коронея и другие обязаны были давать им известный контингент войска. Первоначальное монархическое правление заменилось с течением времени аристократическим; членами правительствующего сословия были богатые землевладельцы знатных фамилий. Местом заседаний фиванского правительственного совета была Кадмея: этот совет имел преобладающее значение в делах Беотийского союза.

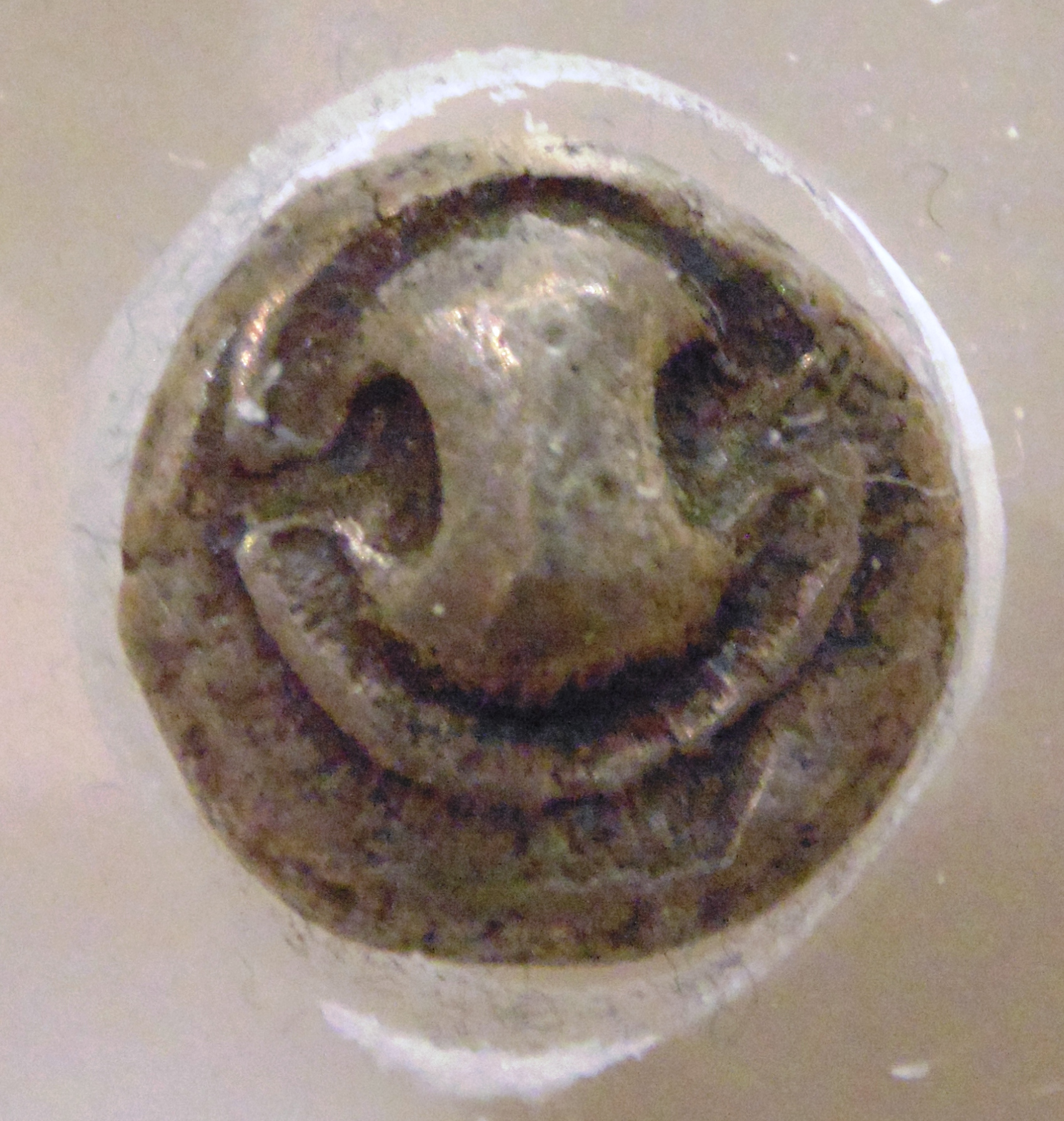
Древняя монета с изображением беотийского щита из Фив.

### Конфликт с Афинами
Фиванцы ревниво и упорно поддерживали свою гегемонию, и многие войны, которые им приходилось вести, были направлены против государств, противодействовавших их полисной политике. Так в 507 году до н. э. Фивы воевали с Афинами из-за города Платеи, которым афиняне обещали помощь против обременительной гегемонии фиванской аристократии. При Платеях фиванцы были разбиты, после чего они заключили союз с аристократической Спартой. Во время нашествия Ксеркса Фивы, надеясь с помощью персов закрепить за собой гегемонию над Феспиями и Платеями, — двумя непокорными городами, которые держали сторону Афин, — отказались принять участие в союзном совете эллинских городов, собравшемся для обсуждения мер сопротивления надвигающемуся врагу, и изъявили персидским послам покорность, хотя в 480 году до н. э. они и послали в Фермопилы 400 гоплитов. После битвы при Платеях (479 год до н. э.) греческое войско подошло к Фивам, требуя выдачи аристократов, представителей персидской партии. Так как в этом Павсанию было отказано, то он осадил город и вынудил фиванцев выдать виновных, которые и были казнены. Победоносные греки впоследствии наказали Фивы, лишив их председательства в Беотийском союзе, и попытка спартанцев изгнать их из Дельфийской амфиктионии неудалась только заступничеством Афин.

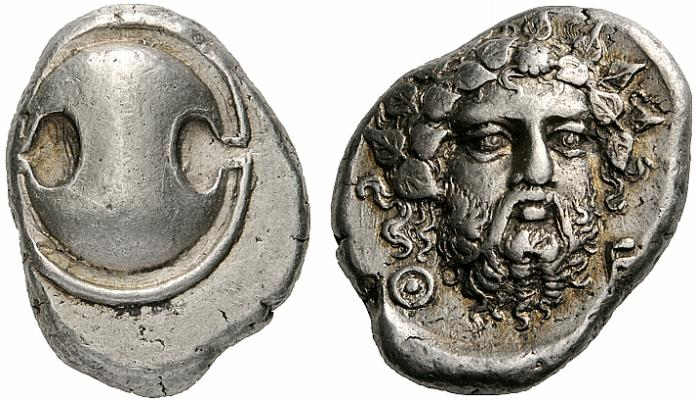
Серебряный статер Фив (405—395 годы до н. э.). Аверс: беотийский щит, реверс: Голова бородатого Диониса.

В 457 году до н. э. Спарта, нуждаясь в противовесе Афинам в Центральной Греции, изменила свою политику и восстановила Фивы в качестве доминирующей державы в Беотии. Около 460 года до н. э. спартанцы возвратили Фивам гегемонию над беотийскими городами, утраченную после Платейской битвы; стены Фив были восстановлены и фиванцам было обеспечено прежнее могущество, как оплот против распространения афинской гегемонии в Средней Греции. Цитадель Кадмея хорошо служила этой цели, удерживаясь в качестве базы сопротивления, когда афиняне захватили и оккупировали остальную часть региона (457—447 годы до н. э.). В Пелопоннесской войне фиванцы, озлобленные поддержкой, которую Афины оказывали более мелким беотийским городам, и особенно Платеям, которую они тщетно пытались уменьшить в 431 году до н. э., были твёрдыми союзниками Спарты, которая, в свою очередь, помогла им осадить Платеи и позволила им уничтожить город после его захвата в 427 году до н. э. В 424 году до нашей эры, во главе Беотийского союза, они нанесли тяжёлое поражение вторгшимся силам афинян в битве при Делии и впервые проявили влияние той твердой военной организации, которая в конечном итоге подняла их к господству в Греции.
В борьбе Коринфа с Керкирой (435 год до н. э.) фиванцы помогли коринфянам в снаряжении их экспедиции, в дальнейшем же ходе пелопоннесской войны поддерживали до Никиева мира спартанцев, но так как спартанцы отказались упрочить, в вознаграждение за оказанную им поддержку, полную гегемонию Фив над всей Беотией, то между обоими союзными государствами произошёл разрыв.

### Союз против Спарты
Культурный и политический рост главного города Беотии и умеренно-демократическое правление, представители которого неуклонно шли к одной цели — упрочению гегемонии Фив, возвысили город к началу IV века до н. э. почти до уровня с Афинами и Спартой и привели наконец к временной гегемонии его не только над Беотией, но и всей Грецией. После падения Афин в конце Пелопоннесской войны фиванцы, узнав, что Спарта намерена защищать города-государства, которые Фивы хотели аннексировать, разорвали с ней союз. В 404 году до нашей эры они призывали к полному уничтожению Афин; однако в 403 году до нашей эры они тайно поддерживали восстановление демократии в Афинах, чтобы найти в ней противовес Спарте. Несколько лет спустя, возможно, отчасти под влиянием персидского золота, они сформировали ядро союза против Спарты.
В 395 году до н. э. Фивы образовали лигу азиатских городов против Спарты и заключили союз с афинянами; в этом же году они разбили Лисандра при Галиарте. В 394 году до н. э. образовался новый союз против Спарты, но при Коринфе союзное войско было разбито, а вскоре фиванцами была проиграна битва при Коронее. Анталкидов мир (387 год до н. э.) лишил Фивы гегемонии над беотийскими городами, спартанцы приняли меры к ограждению независимости враждебных Фивам городов Орхомена и Феспий, поставив в этих городах свои гарнизоны. Вскоре, однако, беотийцы пришли к решению освободиться от спартанского гнёта путём восстановления союза.
В 383 году до н. э. спартанский полководец Фойбид, на пути в Халкидику, захватил Фивы с тем, чтобы подавить партию, желавшую стряхнуть спартанскую опеку. Спартанцы утвердили вновь введённое сторонником Спарты Леонтиадом олигархическое правление, представители которого объявили террор против сторонников демократической партии. Исмений, который стремился восстановить Беотийский союз под гегемонией Фив, был казнён; многие были убиты, многие, спасаясь от террора, бежали в Афины. Фиванская эмиграция и дальнейшие жестокости олигархов пробудили в фиванской молодёжи патриотический пыл. Объединённые двумя выдающимися фиванцами, друзьями Пелопидом и Эпаминондом, представители национальной партии воспрянули и, стряхнув иго Спарты, утвердили, хотя и на короткое время, гегемонию родного города. В последовавших войнах со Спартой фиванская армия, обученная и возглавляемая Эпаминондом и Пелопидом, показала себя грозной силой. Годы беспорядочных сражений, в ходе которых Фивы установили свой контроль над всей Беотией, завершились в 371 году до нашей эры победой над спартанцами в битве при Левктрах. Они вошли в Пелопоннес во главе большой коалиции и навсегда подорвали могущество Спарты, частично освободив многих рабов-илотов, составлявших основу спартанской экономики. Аналогичные экспедиции были направлены в Фессалию и Македонию для урегулирования дел в этих регионах.
Однако господство Фив было недолгим, так как полисы, которые Фивы защищал, отказывались подчиняться её контролю. Фивы возобновили соперничество с Афинами, которые присоединились к ним в 395 году до нашей эры в страхе перед Спартой, но с 387 года до нашей эры пытались сохранить баланс сил против своего союзника, предотвратив образование фиванской империи. Со смертью Эпаминонда в битве при Мантинее (362 год до н. э.) полис вновь опустился до положения второстепенной державы. Местные патриотические цели и средства, которые для их достижения применялись, не обеспечили Фивам прочного благополучия и в дальнейшем при успехах возрастающего могущества Македонии полис был вынужден подчиниться ей.

### Македонское владычество
Поводом к вмешательству Филиппа в дела Средней Греции послужила Третья Священная война (356—346 годы до н. э.), начавшаяся между фокейцами и фиванцами; последние вместе с фессалийцами стояли во главе союза амфиктионов, объявивших фокейцам войну. Хотя война и дала Фивам преобладание над всей Беотией, но осложнившиеся вскоре политические обстоятельства привели к образованию против Филиппа беотийско-афинского союза, действия которого разрешились победой Филиппа при Херонее (338 год до н. э.), водворением в Кадмее македонского гарнизона и распадом Беотийского союза.
Филипп был доволен тем, что лишил Фивы их владычества над Беотией; в 335 году до н. э. Фивы, под влиянием ложных слухов о смерти Александра Македонского, восстали против македонского владычества. Александр, явившись с войском и при помощи своих греческих союзников, взял город штурмом, причём 6 тыс. человек было убито на улицах города и 30 тыс. было взято в плен и продано в рабство, сам город был разрушен за исключением крепости Кадмеи, где был оставлен македонский гарнизон, и дома поэта Пиндара.
Александр пощадил только жрецов, лидеров про-македонской партии и потомков Пиндара. Конец Фив привёл Афины к покорности. По словам Плутарха, специальное афинское посольство во главе с Фокионом, противником анти-македонской фракции, смогло убедить Александра отказаться от своих требований об изгнании лидеров анти-македонской партии, и в частности Демосфена, и не продавать народ в рабство.
Древние писания склонны трактовать разрушение Александра касательно Фив как чрезмерное. Плутарх, однако, пишет, что Александр опечалился после из-за своей горячности, отвечая фиванцам на любую просьбу о милостях и советуя обратить внимание на вторжение в Азию, и что, если он потерпит неудачу, Фивы могут снова стать правящим городом-государством. Хотя Фивы традиционно были антагонистичны любому полису, возглавлявшему греческий мир, встав на сторону персов, когда они вторглись против афино-спартанского союза, встав на сторону Спарты, когда Афины казались всемогущими, и лихо сорвав спартанское вторжение Агесилая в Персию. Отец Александра Филипп вырос в Фивах, хотя и в качестве заложника, и многому научился у Пелопида в военном искусстве. Филипп чтил этот факт, всегда стремясь к союзу с беотийцами, даже в преддверии войны с ними. Фивы также почитались как самый древний из греческих городов, история которого насчитывает более 1000 лет. Плутарх пишет, что во время своих более поздних завоеваний, всякий раз, когда Александр сталкивался с бывшим фиванцем, он пытался компенсировать своё разрушение Фив благосклонностью к этому человеку.
После смерти Александра Македонского в 323 году до нашей эры Фивы были восстановлены в 315 году до нашей эры преемником Александра в Македонии Кассандром. Восстанавливая Фивы, Кассандр стремился исправить допущенные Александром ошибки — жест великодушия, который принёс Кассандру большую доброжелательность по всей Греции. В дополнение к тому, что Кассандр добился расположения афинян и многих пелопоннесских полисов, восстановление Фив дало ему верных союзников в лице фиванских изгнанников, которые вернулись, чтобы вновь заселить город.
План Кассандра по восстановлению Фив требовал от различных греческих полисов предоставления квалифицированной рабочей силы, и в конечном счёте он оказался успешным. Афиняне, например, восстановили большую часть фиванских стен. Крупные пожертвования были посланы из Мегаполиса, Месини и даже из Сицилии и Италии.
Несмотря на восстановление, Фивы так и не обрели былого величия. Смерть Кассандра в 297 году до нашей эры создала вакуум власти на большей части территории Греции, что отчасти способствовало осаде Фив Деметрием Полиоркетом в 293 году до нашей эры, снова после восстания  292 году до нашей эры. Эта последняя осада была трудной, и Деметрий был ранен, но в конце концов ему удалось проломить стены и снова взять город, обойдясь с ним мягко, несмотря на его яростное сопротивление. Город восстановил свою автономию от Деметрия в 287 году до нашей эры и вступил в союз с Лисимахом и Этолийским союзом.

### Упадок и попадание под власть Рима
В середине III века до н. э. снова Фивы сделались главой восстановленного Беотийского союза, но упадок нравов и оскудение общественной, умственной и творческой деятельности характеризуют дальнейший период существования союза. В 146 году до н. э. Фивы покорились римлянам, причём за участие в национальном восстании город был подвергнут суровому наказанию. В 87 году до н. э. во время борьбы Суллы с Митридатом, Фивы присоединились к союзному войску последнего, но после битвы при Орхомене (85 год до н. э.), где Сулла одержал победу, понесли опять суровое наказание за приверженность свободе. С этого времени Фивы из значительного города обратились в ничтожное селение. 
Во времена Страбона в Фивах оставалась только одна Кадмея, в которой жило несколько семейств, эту ситуацию во II веке подтверждал Павсаний. Христианство в Беотии появилось во I-м веке н. э., фиванцы были приобщены к христианству, апостолами Лукой и Руфом, Руф стал первым епископом Фив и пробыл им примерно 54/68 лет. В III-м и IV веках город подвергался нашествиям герулов и готов, однако Фивы не только не прекратили своего существования, но и стали надёжным убежищем для местного населения от иноземных захватчиков. 

### Фивы в средневековье
В раннее Средневековье город продолжал не просто существовать, но и был достаточно значительным, что сподвигло в конце VII века императора Юстиниана II сделать Фивы центром фемы Эллада. Городская церковь в честь Апостола от семидесяти Евангелиста Луки, который умер в городе, была построена примерно в X веке в память о Святом. Во время ромейско–болгарской войны 913–927 годов Фивы были разграблены армией царя Симеона I.
Город и регион в краткосрочном периоде стали вести разнообразную экономическую деятельность, в итоге чего он стал одним из самых богатых городов империи. Сельскохозяйственная продукция Беотии шла на экспорт во многие города региона и Европы. С X века Фивы стали центром шёлковой торговли, городские шёлковые мастерские расширялись за счёт импорта мыла и красителей из Афин. Рост торговли Фивами продолжался до такой степени, что к середине XII века город стал крупнейшим производителем шёлка во всей Восточной Римской империи, превзойдя даже столицу империи Константинополь. Фиванские женщины славились своим мастерством ткачества. В этот период фиванский шёлк ценился выше всех других, как за его качество, так и за отличную репутацию. Рост экономической активности в Фивах продолжался до такой степени, что к середине XII века город стал крупнейшим производителем шёлка во всей Восточной Римской империи, превзойдя даже столицу Константинополь. Вениамин Тудельский посетил Фивы примерно в 1161 или 1162 году. Он сообщал, что еврейское население Фив составляло 2000 человек и, что эта была самая большая еврейская община во всей Ромейской империи в XII века, за исключением Константинополя. Хотя конкретных данных об общей численности населения Фив нет, по разным оценкам, в городе проживало от 20 000 до 30 000 жителей, что типично для крупного провинциального города Византии. Средневековые Фивы были центром учёности и образования, в городе было много учёных и других различных интеллектуалов.

Афинское герцогство и другие греческие и латинские государства южной Греции.

Хотя Фивы были жестоко разграблены норманнами в 1146 году, а до этого болгарами в 1040 году, они быстро восстановили своё процветание и продолжали быстро расти вплоть до завоевания города латинянами во время Четвёртого крестового похода в 1204 году. После завоевания Константинополя крестоносцами в 1204 году они на короткое время попали под власть пелопоннесского архонта Льва Сгура, затем вошли в состав Афинского герцогства. Благодаря своему богатству город был выбран франкской династией де ла Рош в качестве своей столицы, прежде чем туда была навсегда перенесена столица из Афин. После 1240 года семья Сент-Омер контролировала город совместно с герцогами де ла Рош. Замок Святого Омера, построенный Николаем II на реке Кадмея, был одним из самых красивых во франкской Греции. После своего завоевания в 1311 году город был использован в качестве столицы недолговечным государством Каталонской компанией.
В 1379 году Наваррская компания захватила город с помощью латинского архиепископа Фив Симона Атумано.

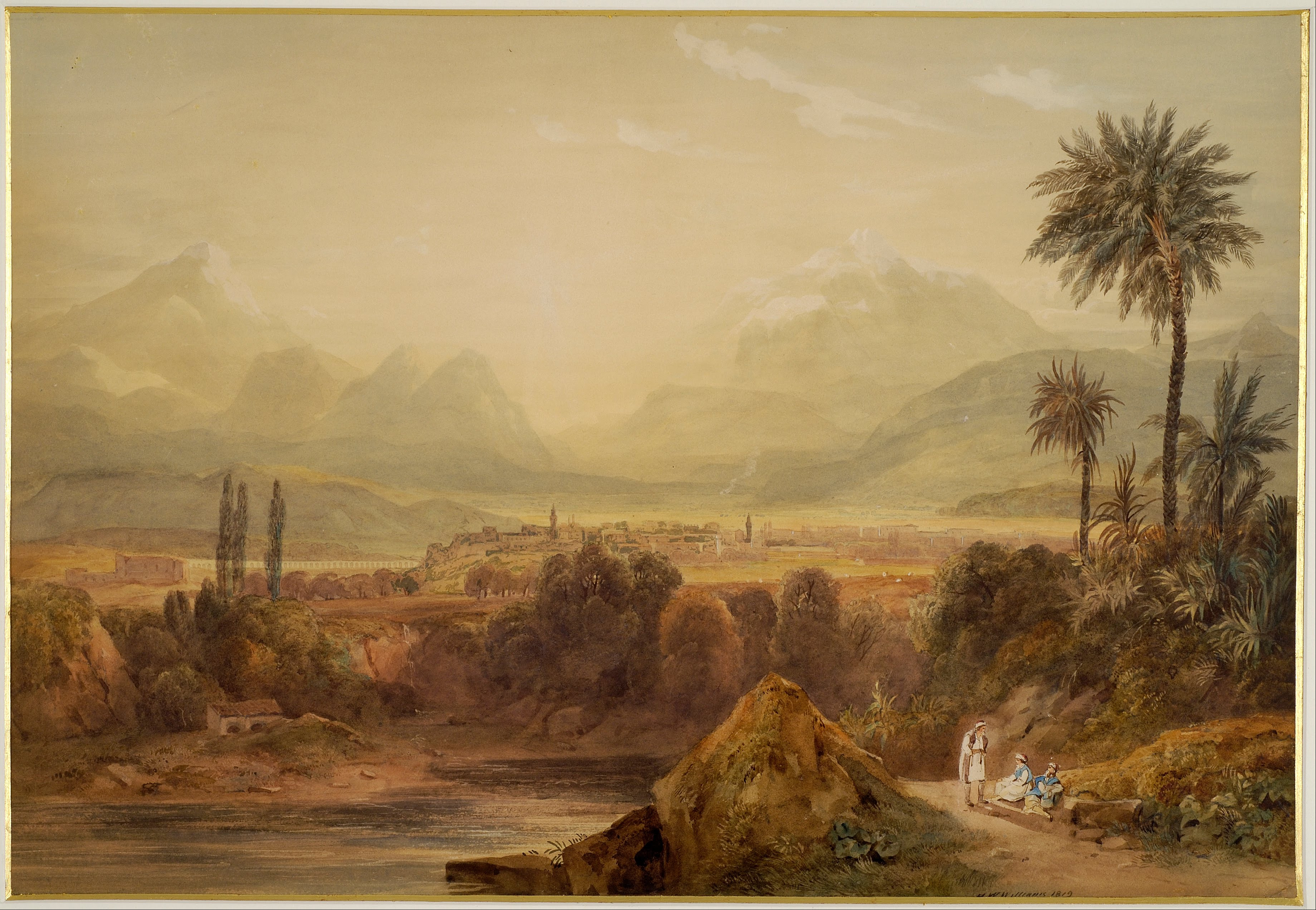
Вид на Фивы 1819 год, картина Хью Уильяма Уильямса.

Латинская гегемония в Фивах продолжалась до 1458 года, когда её захватили османы.

### Османские Фивы
Османы переименовали Фивы в Истефе и управляли ими до войны за независимость Греции (1821 год, номинально до 1832 года), за исключением краткого периода венецианского господства в 1687—1699 гг. Во время османского господства Фивы были пожалованы матери султана. Вали гарантировал местным жителям, что без его разрешения на них не могли налагать штрафы или арестовывать. Шёлковая промышленность и сельское хозяйство в первые годы по-прежнему цвели так, что Фивы продолжали считаться богатым городом.
Однако постепенно благодаря действиям турецких чиновников началось экономическое падение города. Крестьяне начали покидать равнины и уезжать в соседние горные деревни, потому что они не были в состоянии платить огромные налоги. Образование также деградировало, и источником обучения остались только монастыри.
В начале апреля 1821 года город заняли повстанцы во время войны за независимость Греции, в это же время турки вместе со своими семьями спасались бегством в Стамбул. Повстанцы заняли холм Антапрати, откуда после возвращения турецкой армии в город они начали совершать постоянные атаки до июня 1821 года, когда османы укрепили Фивы и решили покончить с повстанцами. Турки устроили рейды на окружающие деревни, грабя и убивая местных жителей. 1 июня 1821 года повстанцам пришло подкрепление, и благодаря победоносной битве при Петре вся Беотия была освобождена, а с 1829 года стала частью нового греческого государства.

### Новое время
Только к началу XX века город начинает застраиваться и оживать, его население достигает 5000 человек. В это время он входит в ном Беотия Греции, столицей которого они были до конца XIX века, когда это положение заняла Ливадия.
Сегодня Фивы — это оживлённый торговый город, известный своими многочисленными товарами и услугами. До 1980-х годов здесь процветало аграрное производство с некоторыми промышленными комплексами. Однако в конце 1980-х и 1990-х годов основная часть промышленности переместилась дальше на юг, ближе к Афинам. Туризм в этом районе базируется в основном в Фивах и окрестных деревнях, где существует множество достопримечательностей, связанных с древностью, таких как поле битвы, где произошла битва при Платеях. Близость к другим, более известным туристическим направлениям, таким как Афины и Халкиды, а также неосвоенные археологические памятники удерживают число туристов на низком уровне.
Фивы входят в Фивскую и Левадийскую митрополию Элладской православной церкви с центром в Левадии, существующую со Средних веков. Митрополитом Фиванским и Левадийским до избрания архиепископом Афинским в 2008 году был уроженец Беотии Иероним II.

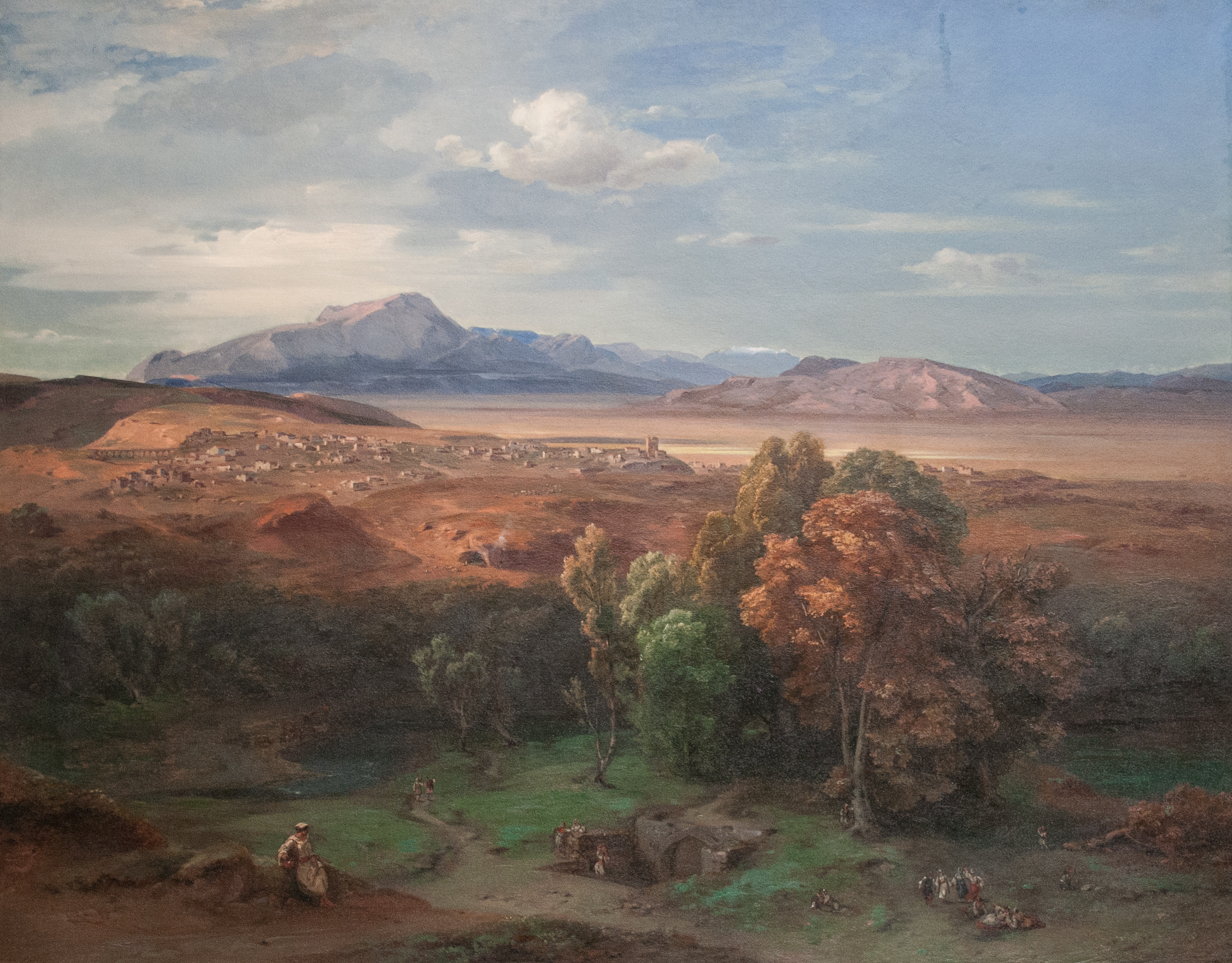
Фивы в 1842 году, картина Карла Роттмана.
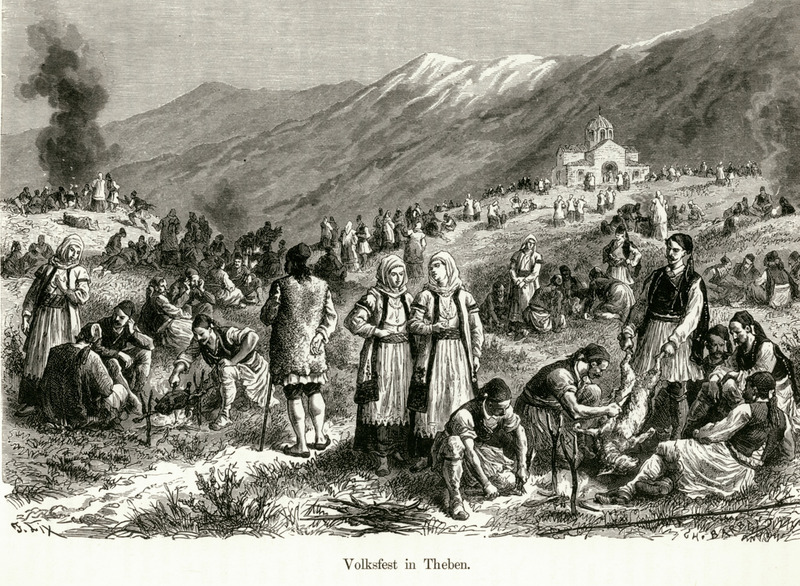
Некий религиозный праздник в Фивах, 1880-е годы.
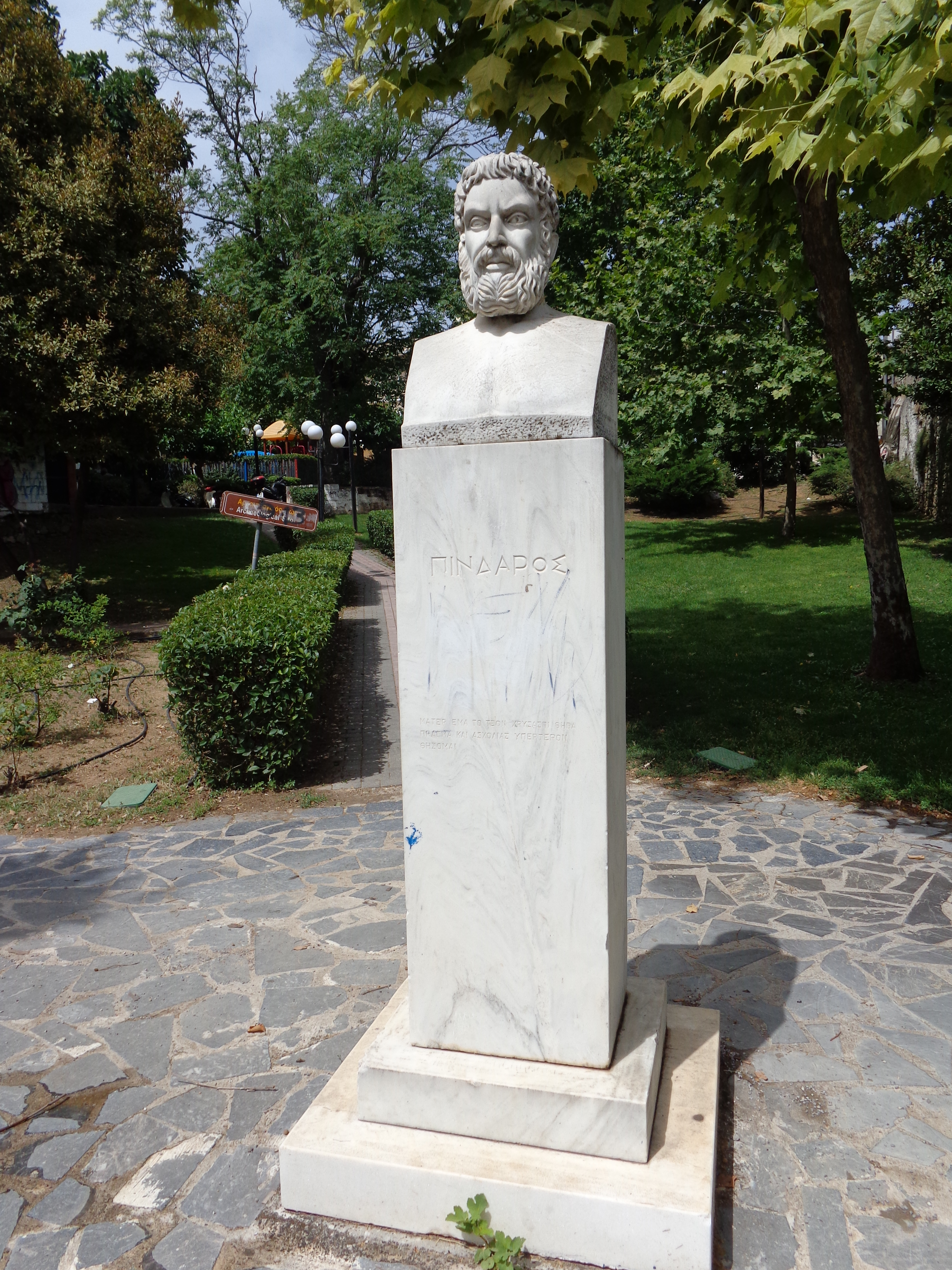
Бюст Пиндара.
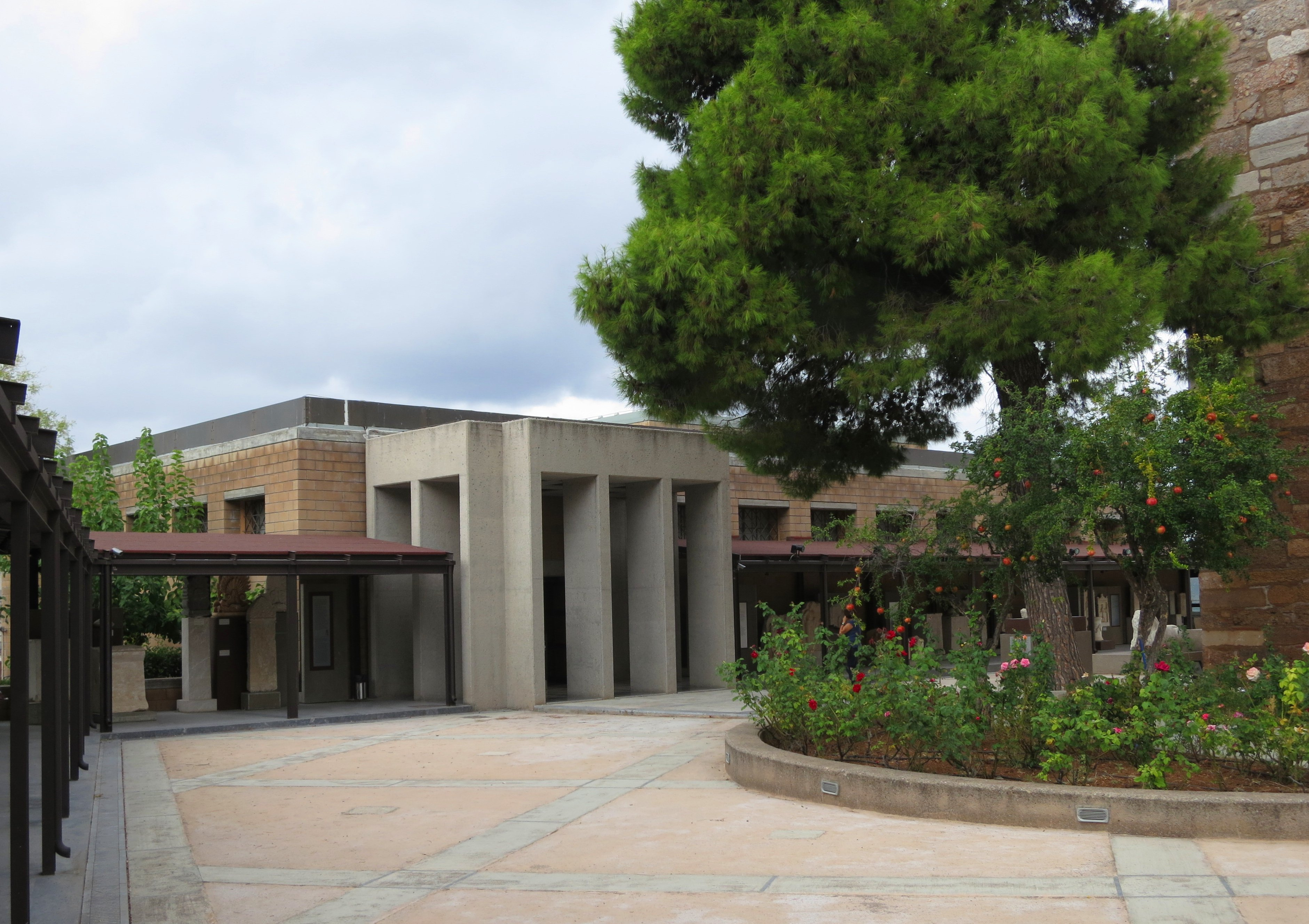
Вход в археологический музей.
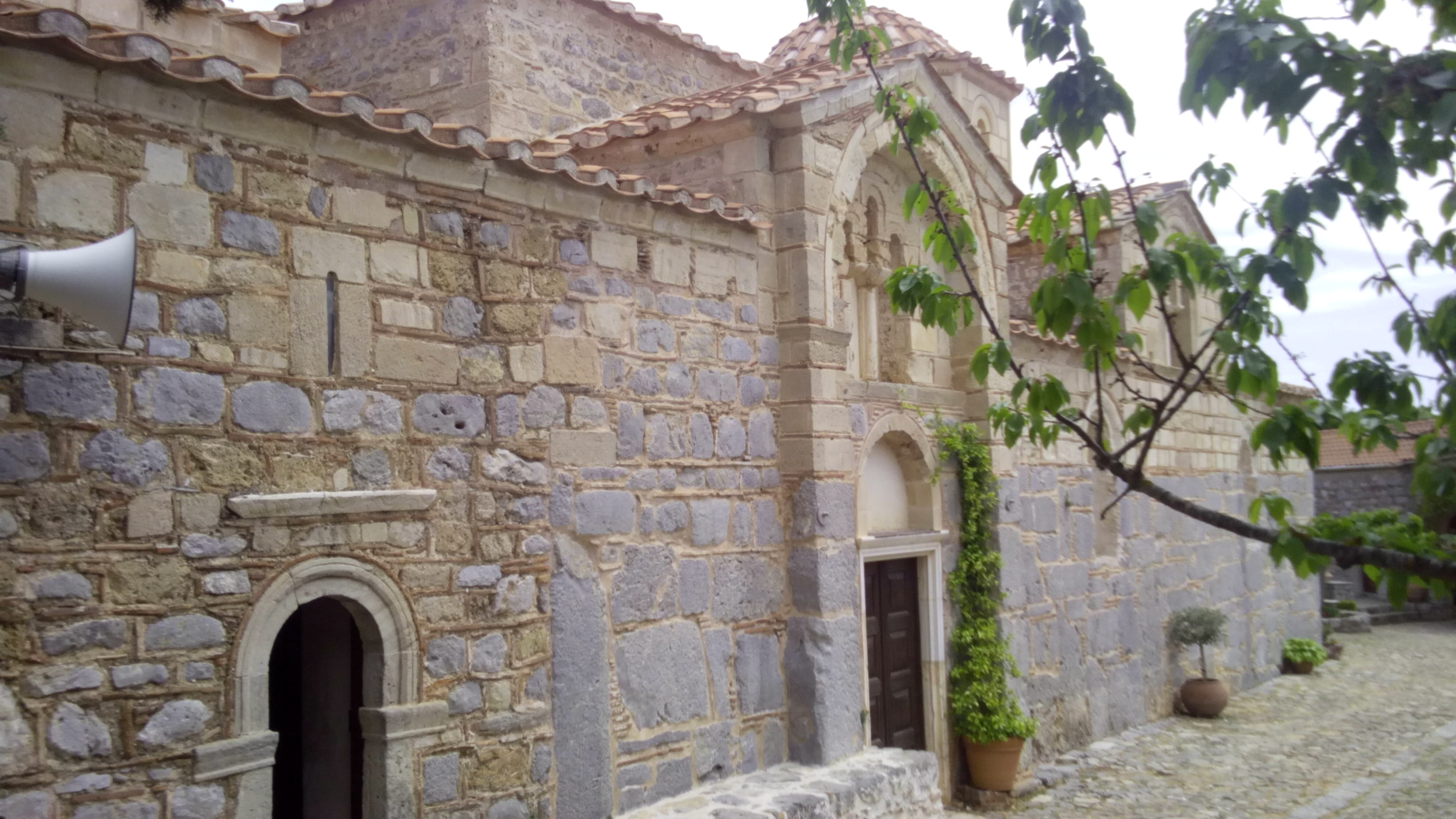
Спасо-Преображенский монастырь.

## Раскопки в Фивах

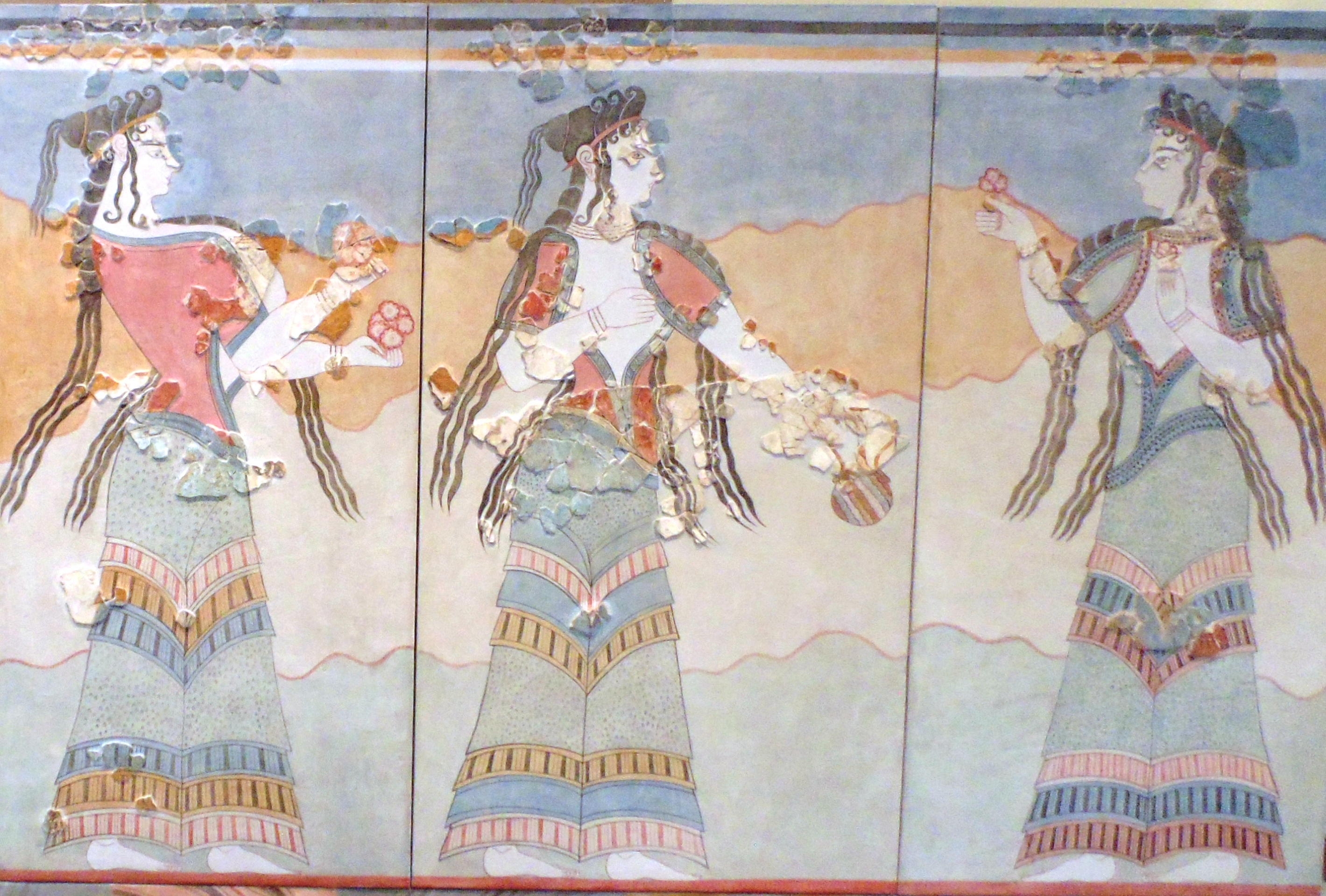
Микенская фреска. Археологический музей Фив

Остатки древних поселений в Фивах располагались под современным городом, что затрудняло доступ к древностям.

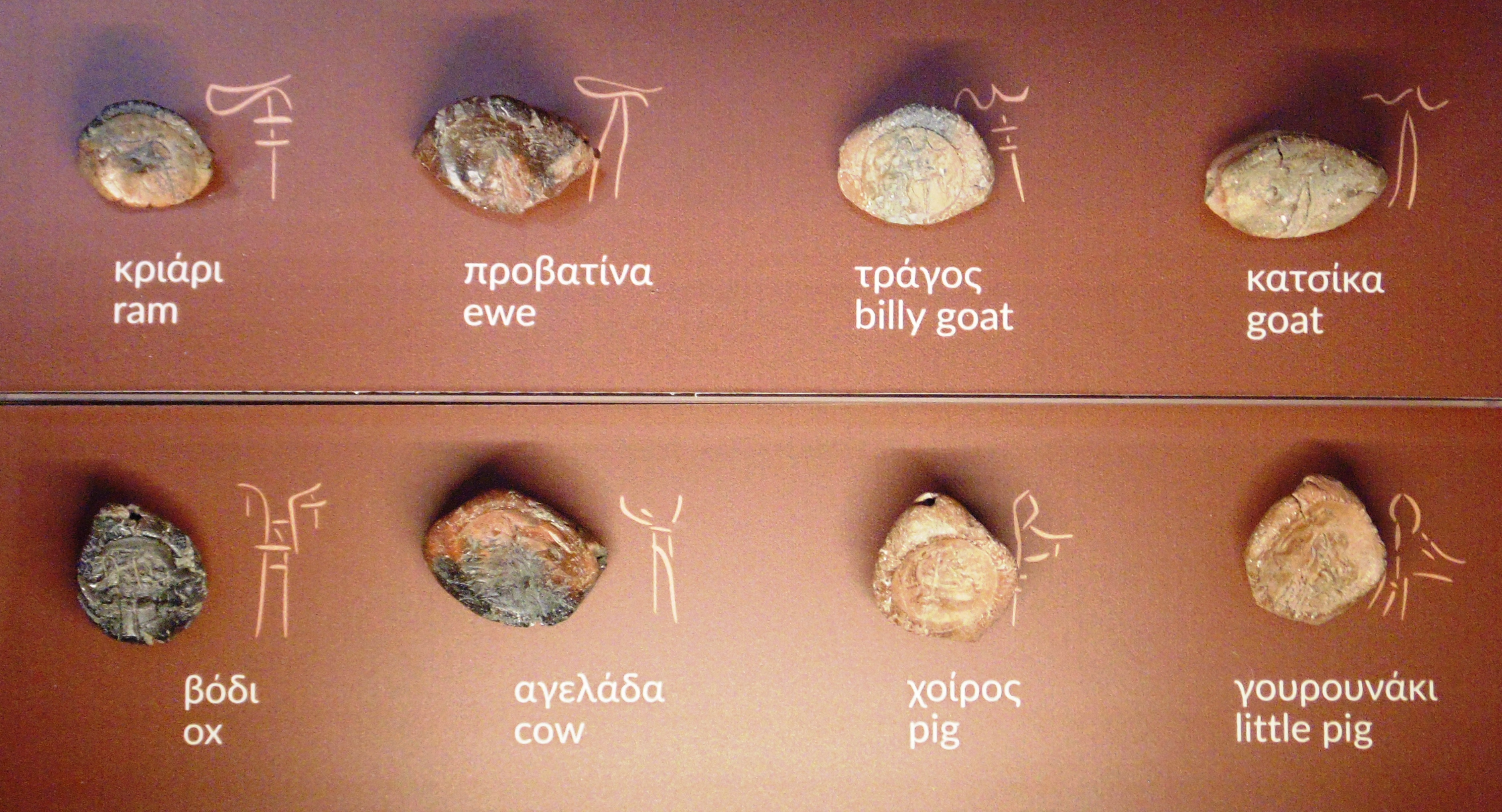
Надписи линейным письмом Б. Археологический музей Фив

Раскопки в Фивах были начаты в 1905 году греческим археологом Андониосом Керамопулосом (Αντώνιος Κεραμόπουλλος) и проводились до 1929 года.
В 1910 году на поросшем соснами холме Исмений Аполлон (Λόφος του Ισμηνίου Απόλλωνος) между кладбищем Фив «Айос-Лукас» (Άγιος Λουκάς) и Электринскими воротами (Ηλέκτρες Πύλες) Андониос Керамопулос раскопал храм, посвященный Аполлону Исмению (ναός του Ισμηνίου Απόλλωνος) и упоминаемый Павсанием. Культ Исмения был одним из важнейших в Фивах, наряду с культом Деметры Законодательницы (Θεσμοφόρος Δήμητρα). Храм имел размеры 21,6 × 9,3 метров и колоннаду 12 × 6. Возможно, построен после битвы при Левктрах (371 до н. э.) на месте храма периода Тёмных веков и архаического периода.
В 1963 году в связи с перестройкой современного города Фивы раскопки были возобновлены Θ' Εφορεία Προϊστορικών & Κλασικών Αρχαιοτήτων (Θ΄ ΕΠΚΑ) под руководством Николаоса Платона, а затем ряда других греческих археологов, в частности Ф. Спиропулоса. На холме в центре акрополя Фив Кадмеи (Καδμεία), по преданию построенного основателем Фив Кадмом, в 1964 году Николаосом Платоном и Эви Стасинопулу (Έβη Στασινοπούλου (Τουλούπα) были раскопаны «сокровищница» и «арсенал» микенского дворца Кадмеона (Μυκηναϊκό Ανάκτορο ή Καδμείον, XIV—XIII век до н. э.). Были найдены около 45 глиняных табличек со знаками линейного письма Б, что свидетельствовало о существовании фиванского дворцового архива, подобного пилосскому и кносскому. В Фивах было также обнаружено 36 привозных вавилонских цилиндрических лазуритовых печатей с клинописными надписями XIV века до н. э.
В результате раскопок были открыты фрагменты фресок, в том числе с изысканно одетыми женщинами и группа из более чем ста больших глиняных расписных стремевидных сосудов (амфор-псевдостомиев, Ψευδόστομος αμφορέας), привезённых с Крита и используемых для транспортировки оливкового масла и вина.
Из семи ворот Фив сохранились только две круглые башни Электринских ворот. У Претидских (Προιτίδες πύλες) и Гомолоидских ворот (Ομολωίδες πύλες) сохранились участки микенской стены, раскопанные в 1915 и 1984 годах. Электринские ворота раскопаны Андониосом Керамопулосом в 1908 году и относятся к периоду завоевания города Кассандром (315 до н. э.).

## Комментарии
1. ↑  Найдено на табличке TH Ft 140.[10]
2. ↑  Таблички X 508, TH Wu 65в найденые Микенах[10].
3. ↑  Таблички найденые в Кноссе (Ap 5864), Пилосе (Ep 539)[10].
4. ↑  Части исторического раздела были взяты из Британики.